# NGC 118
NGC 118 est une vaste et lointaine galaxie spirale située dans la constellation de la Baleine.NGC 118 a été découverte par l'astronome américain Truman Henry Safford en 1867.

## Caractéristiques
Sa vitesse par rapport au fond diffus cosmologique est de 10 589 ± 29 km/s, ce qui correspond à une distance de Hubble de 156 ± 11 Mpc (∼509 millions d'al).
NGC 118 est une galaxie dont le noyau brille dans le domaine de l'ultraviolet. Elle est inscrite dans le catalogue de Markarian sous la cote Mrk 947 (MK 947).

## Morphologie
La classification de cette galaxie comme spirale est incertaine. Wolfgang Steinicke la considère comme une galaxie compact et la basse de données NASA/IPAC comme une lenticulaire irrégulière.